# Euroislam
Euroislam eller europæisk islam er betegnelsen for en variant af islam, der afspejler europæiske kulturnormer og lovgivning og forsøger at nyfortolke Koranen i en europæisk sammenhæng. Denne nye form for islam forsøger således at kombinere principperne og pligterne i islam med moderne europæiske kulturtraditioner inklusive værdier fra oplysningstiden og senere som menneskerettigheder, retsstat, demokrati og ligestilling mellem kønnene. 

## Historie
Nogle få områder i Europa har i adskillige århundreder haft et muslimsk befolkningsflertal. Det gælder således Albanien, den europæiske del af Tyrkiet samt andre områder på Balkan og i den europæiske del af det tidligere Sovjetunionen. Euroislam som begreb anvendes imidlertid først og fremmest i forbindelse med de grupper af indvandrere, der er kommet til Europa fra områder som Tyrkiet, Pakistan, Mellemøsten og Nordafrika siden især 1960'erne.

## Fortalere

### Tariq Ramadan
Forestillingen om euroislam som en særlig muslimsk retning fremføres ikke mindst af den schweiziske muslimske teolog og debattør Tariq Ramadan, der er professor i orientalske studier ved University of Oxford. Ramadan har bl.a. skrevet bøgerne "At være europæisk muslim" i 1998 og "Vestens muslimer og Islams fremtid" i 2003. Han understreger forskellen mellem religion og kultur og påpeger, at der ikke er nogen modsætning mellem at være muslim og europæer. Han argumenterer derfor for, at europæiske muslimer skal tænke islam ind i den europæiske sammenhæng, de nu engang lever i, og skabe en "vestlig islam" på samme måde, som der eksisterer en særlig "asiatisk islam" og en "afrikansk islam", som tager hensyn til kulturelle forskelle. Ramadan understreger vigtigheden af, at muslimer i Europa på den ene side fastholder deres islamiske tro og ritualer, og på den anden side er aktive samfundsborgere i de europæiske lande. Han kritiserer derfor den "os mod dem"-mentalitet, som nogle muslimer anbefaler i forhold til Vesten. Han er også fortaler for muslimske lærde i Vesten, som har forstand på vestlig levevis og ikke baserer sig på religiøse studier, som udelukkende stammer fra den muslimske verden. Han ønsker derfor mere islamisk filosofi, der er skrevet på vestlige sprog. Samtidig bør de europæiske samfund respektere muslimernes udøvelse af deres religion, eksempelvis ved at lade muslimer bygge moskeer og gravpladser.

### Bassam Tibi
En anden prominent fortaler for euroislam er den tyske politolog og professor i Göttingen Bassam Tibi. Tibi, der blev født i Damaskus i 1944, men siden 1962 har boet i Tyskland og som 32-årig blev tysk statsborger, går ind for en reform af traditionel islamisk tankegang. Han mener, at europæiske værdier som oplysning, pluralisme, borgerrettigheder og en sekulær tradition er vigtige, men at de europæiske samfund samtidig må overvinde tendenser til det, han kalder "euro-arrogance" og fremmedhad vendt mod indvandrere til Europa.

## Flere opfattelser

### Jørgen Schøler Nielsen
Den danske religionsforsker Jørgen Schøler Nielsen, der har været ansat ved universiteterne i Birmingham og København, har også beskæftiget sig med spørgsmålet om en europæisering af islam. Han mener, at det for de europæiske muslimske befolkningsgrupper vil kræve en række ændringer i forholdet mellem kønnene, mellem forældre og børn, holdningerne til personer fra andre religioner og holdninger til staten, og at disse ændringer er i fuld gang. Han vurderer, at mens nogle få indvandrede muslimer lader sig assimilere fuldstændig med den sekulære europæiske kultur og et andet lille mindretal søger tilflugt i en hardliner-version af islam, holder flertallet fast i deres religion, men adskiller den fra tidligere kulturelle traditioner og omplanter til en ny kultur.

### Aminah Tønnsen
Den danske muslimske forfatter og debattør Aminah Tønnsen har også flere gange beskæftiget sig med spørgsmålet om, hvad europæisk islam går ud på. Hun opfordrer danske muslimer til at holde den gyldne middelvej mellem de to ekstreme standpunkter: enten at afstå fra at praktisere deres tro og kalde sig "kulturelle" muslimer eller at blive rene formalister. Hun understreger, at Koranens budskaber er åbne for fortolkning, og at traditioner og fortolkninger ikke uden videre bør overføres fra en tidsalder eller kultur til en anden eller fra majoritets- til minoritetsvilkår. Man er nødt til hele tiden at se på Koranen med nye øjne for at kunne træffe valg og afgørelser i henhold til de aktuelle omstændigheder. Hun har argumenteret for, hvordan emner som ligestilling mellem kønnene, accept af homoseksualitet og modstand mod dødsstraf er naturlige elementer i et islamisk liv.